# Lithium-Kohlenstoffmonofluorid-Batterie
Die Lithium-Kohlenstoffmonofluorid-Batterie (Lithium-Graphitfluorid-Batterie) ist eine nicht wiederaufladbare Lithiumbatterie mit Lithium als Anode (bei Batterien Minuspol) und Graphitfluorid als Kathode (Pluspol). Sie wird beispielsweise in Herzschrittmachern verwendet.
Da reines Kohlenstoffmonofluorid den Strom nur schlecht leitet, wird etwas Ruß beigemischt; wenige Prozente eines Styrol-Butadien-Kautschuks dienen als Bindemittel. Als Elektrolyt wird ein Gemisch aus Propylencarbonat und Dimethoxyethan mit Lithiumtetrafluoroborat LiBF4, Lithiumperchlorat LiClO4 oder Lithiumhexafluorophosphat LiPF6 als Leitsalz benutzt.

## Eigenschaften
Die Leerlaufspannung der Batterie liegt bei 3,0 V und die typische Lastspannung bei 2,6 V. Die praktische Energiedichte beträgt für Knopfzellen ca. 400 mWh/cm3 und für zylindrische Rundzellen 450–500 mWh/cm3. Sie ist geeignet vor allem für Geräte mit geringem Strombedarf und langer Einsatzdauer. Die Kapazität der Batterie hängt vom Fluorierungsgrad der Kathode ab. In der Praxis strebt man keine 100%ige Fluorierung an, weil Graphitfluorid dann ein Isolator wäre.
Da die Selbstentladung klein ist, hat die Batterie eine lange Lagerzeit.

## Elektrochemie
Beim Entladevorgang wird Lithium anodisch unter Elektronenabgabe zu Lithiumionen (Li+) oxidiert. Graphitfluorid dient dabei als Akzeptorhalbzelle. Die gebildeten Lithiumionen lagern sich in das Graphitfluoridgitter ein. Die Gesamtgleichung kann folgendermaßen formuliert werden:
{\displaystyle \mathrm {n\ Li+(CF)_{n}\rightarrow (CLiF)_{n}} }
Als Endprodukte entstehen durch eine Zersetzung der Einlagerungsverbindung Lithiumfluorid und Kohlenstoff.

## Historisches
Die Lithium-Kohlenstoffmonofluorid-Batterie wurde von einer japanischen Firma (Matsushita Electric Industrial Co., heute bekannt als Panasonic) entwickelt, die 1970 ein Patent darauf erhielt. Seit 1976 wurde die Batterie in der Raumfahrt verwendet. In den 1990er Jahren wurde die Anwendung in Herzschrittmachern entwickelt, die dann im folgenden Jahrzehnt auf den Markt kamen.